# Hyloxalus peruvianus
Hyloxalus peruvianus är en groddjursart som först beskrevs av Melin 1941.  Hyloxalus peruvianus ingår i släktet Hyloxalus och familjen pilgiftsgrodor. IUCN kategoriserar arten globalt som livskraftig. Inga underarter finns listade i Catalogue of Life.